# Bordgewalt
Die Bordgewalt bezeichnet die Herrschaft 
- des Kapitäns eines Seeschiffes oder
- des verantwortlichen Luftfahrzeugführers eines Luftfahrzeuges

über seine Schiffsbesatzung bzw. sein fliegendes Personal und seine Passagiere. Im deutschen Recht werden ihm Aufgaben und Befugnisse von Polizeivollzugsbeamten zuteil. 

## Luftfahrzeuge
Für deutsche Luftfahrzeuge gelten vor allem die Bestimmungen des § 12 Luftsicherheitsgesetz (LuftSiG). Wer den Anordnungen des Luftfahrzeugführers oder seiner Beauftragten nicht Folge leistet und dabei mit Gewalt oder durch Drohung mit Gewalt Widerstand leistet, wird mit Freiheitsstrafe bis zu zwei Jahren oder mit Geldstrafe bestraft (§ 20 Abs. 2 LuftSiG).
Der Beginn der Bordgewalt ist vom Verschlusszustand der Türen abhängig, das heißt, das Luftfahrzeug gilt als in Flug befindlich, wenn die Türen geschlossen sind (Tokioter Abkommen von 1964, Kapitel III, Art. 5, Abs. 2).
Die Bordgewalt auf Luftfahrzeugen wird auch luftpolizeiliche Hoheitsgewalt genannt.
Zusätzlich zu diesen Hoheitsbefugnissen bestehen zivilrechtliche Weisungsbefugnisse, wie beispielsweise die Ausübung von Besitzwehrrechten gemäß § 859 BGB und des damit einhergehenden Hausrechts (siehe dazu Hausfriedensbruch – § 123 StGB), des Rechts zur Selbsthilfe gemäß § 229 BGB und zur Notwehr gemäß § 227 BGB sowie die Wahrnehmung von Notstandsrechten gemäß § 228, § 904 BGB. Auch vertragliche Rechtsgrundlagen gewähren dem Luftfahrzeugführer die Befugnis für ein entsprechendes Tätigwerden. So haben alle Luftfahrtunternehmen in ihren Allgemeinen Beförderungsbestimmungen Pflichten für Passagiere dargelegt, die den Passagieren im Hinblick auf einen ungestörten Flugverlauf entsprechende Verhaltenspflichten auferlegen.
Luftfahrzeug und Luftfahrzeugführer unterliegen grundsätzlich den Regelungen des Staates, in dessen Gebiet sie sich aufhalten (vgl. insbesondere  Art. 1 ICAO-Abkommen).  Der Luftfahrzeugführer hat daher an sich das Recht dieses Staates zu beachten und zu befolgen, was jedoch äußerst unpraktikabel wäre. Gemäß Art. 6 des Abkommens über strafbare und bestimmte andere an Bord von Luftfahrzeugen begangene Handlungen vom 14. September 1963 wird dem Luftfahrzeugführer die Ausübung der Bordgewalt des Luftfahrzeugführers über fremdem Staatsgebiet ausdrücklich zugelassen, indem ihm das Recht eingeräumt wird, alle gegenüber einer Person angemessenen Maßnahmen, einschließlich Zwangsmaßnahmen, zu treffen, die notwendig sind,
1. um die Sicherheit des Luftfahrzeugs oder der Personen oder Sachen an Bord zu gewährleisten;
2. um die Ordnung und Disziplin an Bord aufrechtzuerhalten.

Das Oberlandesgericht Frankfurt hatte im November 2010 Gelegenheit, die Bestimmungen zur Bordgewalt näher auszuführen. Der Leitsatz lautet: „Ein Flugkapitän ist berechtigt, Passagiere aus dem Flugzeug zu weisen und deren Beförderung abzulehnen, wenn diese sich weigern, seinen Anordnungen Folge zu leisten. Den Passagieren steht in diesem Falle kein Schadensersatzanspruch gegen den Luftbeförderer zu.“

## Schifffahrt
Für Schiffe, die unter deutscher Flagge fahren, regelt § 121 Seearbeitsgesetz die Bordgewalt.
§ 146 Abs. 1 in Verbindung mit § 145 Abs. 1 Nr. 16, § 124 Abs. 1 Satz 2 SeearbG bestraft die vorsätzliche Nichterfüllung einer vollziehbaren Anordnung eines zuständigen Vorgesetzten, die dazu dient, eine drohende Gefahr für Menschen, für das Schiff oder dessen Ladung abzuwehren, schwere Störungen des Schiffsbetriebs zu verhindern oder Vorschriften über die Schiffssicherheit zu erfüllen, mit Freiheitsstrafe bis zu fünf Jahren oder mit Geldstrafe (sog. Meuterei).